# La vedova allegra (film 1952)
La vedova allegra (The Merry Widow) è un film del 1952, diretto da Curtis Bernhardt.

## Trama
Prologo - La giovane vedova Grazia Radek è invitata dall'ambasciatore di Marsovia a recarsi nel piccolo paese europeo, per una celebrazione che riguarda il suo defunto marito, emigrato da giovane negli Stati Uniti, paese nel quale aveva fatto fortuna e dove era diventato ricchissimo.
Marsovia - Accompagnata dall'amica Kitty, Grazia arriva nel piccolo reame che le appartiene per oltre il 50%. Il re di Marsovia, sull'orlo del fallimento, ha ideato un piano per far quadrare i conti: incarica l'affascinante conte Danilo di corteggiare la vedova, conquistarla e sposarla. Quando però il treno con a bordo Grazia e Kitty arriva in stazione, non c'è nessuno ad aspettare l'importante ospite: Danilo, alla testa del comitato d'onore, stufo di aspettare il treno dopo ore di ritardo, si è ritirato con i suoi a far bisboccia nella vicina taverna.
Le due americane riescono a raggiungere nella notte il palazzo, svegliando il re che, imbufalito, si ripromette di mettere sotto pressione Danilo. Il bel conte, poco dopo, deve andare sotto il balcone della vedova a cantare una serenata. Grazia resta incantata ma Danilo vede sulla terrazza solo la matura Kitty, neanche troppo bella, ed equivocando, la scambia per la vedova. Il giorno dopo, Kitty, che si presenta al conte per scusare il ritardo dell'amica, presa per la vedova, è oggetto delle attenzioni interessate di Danilo. Grazia scopre tra i fiori che le sono stati recapitati, un biglietto che è, in effetti, un memorandum del re che ricorda a Danilo tutto il programma della giornata che lo deve condurre a conquistare la vedova Radek.
Quando Grazia si rende conto di essere solo oggetto di una sorta di complotto, lascia in tutta fretta Marsovia: abbandona gli abiti neri del lutto e parte con Kitty per Parigi.
Parigi - La bella vedova, resasi conto della comodità di avere una controfigura, affida all'amica il compito di impersonarla: Kitty, vestita con estrema eleganza, ricopre il suo ruolo con grande soddisfazione. Viene corteggiata da una miriade di spasimanti, mentre Grazia se ne resta tranquillamente in disparte. Una sera, la vera vedova prende la decisione di recarsi da "Chez Maxim's", un ritrovo di gran moda, dove però le signore non possono entrare se non sono accompagnate. Grazia viene respinta all'ingresso: ma vede che alcune ragazze molto spigliate non trovano difficoltà nell'entrare. Il suo cocchiere le spiega che quelle non sono "vere" signore. Grazia, allora, si aggiusta l'abito in modo da esibire in maniera disinvolta la scollatura e si infila pure lei nel locale. Dentro, regna un'allegra confusione. La bellezza di Grazia non passa inosservata e lei trova subito alcuni ammiratori. Uno di questi è proprio Danilo, mandato a Parigi sulle tracce della vedova Radek dal re di Marsovia. Ignaro che quella è proprio l'oggetto della sua caccia, si lascia affascinare dalla bella sconosciuta, con la quale passa alcune ore in un privée del locale. Quando lei sparisce, come una Cenerentola, lasciandolo solo, Danilo si mette a cercarla per tutta la città. La ritrova all'albergo dove si è recato con l'ambasciatore di Marsovia a Parigi per dichiararsi alla vedova Radek. Grazia, senza svelargli la propria identità, lo supplica di chiederla in moglie. Ma Danilo, vincolato dalla sua missione, resta nell'equivoco.
Epilogo - L'ambasciata di Marsovia organizza un gran ballo in onore della vedova Radek. Danilo ha deciso di disobbedire agli ordini e di rinunciare alla sua missione per amore della ragazza sconosciuta. Ma a Parigi arriva di sorpresa il re. Furioso per vedere sventati i suoi piani, sempre più preda della crisi finanziaria, ordina a Danilo e agli ambasciatori che reputa responsabili del fallimento del suo piano, di uccidersi. Grazia e Kitty, intervenute al ballo, sono finalmente riconosciute nei loro effettivi ruoli per merito dell'ambasciatore americano. Grazia, per salvare la vita di Danilo, consegna al re un assegno che copre il debito di Marsovia. La cifra sembra altissima: in realtà, tradotta in dollari, è molto più contenuta e non intacca granché l'eredità milionaria del defunto Radek. Danilo, credendo che la vedova sia diventata povera, finalmente le dichiara il suo amore.

## Produzione
Come già le precedenti versioni del 1925 di Erich von Stroheim e del 1934, firmata da Ernst Lubitsch, anche questa versione filmica si rifà esplicitamente all'operetta omonima di Franz Lehár La vedova allegra.
Il film fu prodotto dalla Metro-Goldwyn-Mayer (MGM).

## Distribuzione
Il film, distribuito dalla Metro-Goldwyn-Mayer (MGM), uscì nelle sale cinematografiche di tutto il mondo.

### Data di uscita
Il film venne distribuito in varie nazioni, fra cui:
- Stati Uniti d'America, The Merry Widow 5 settembre 1952
- Svezia, Glada änkan 17 dicembre 1952
- Germania Ovest, Die lustige Witwe 1953
- Francia, La Veuve joyeuse 14 agosto 1953
- Danimarca, Den glade enke 11 novembre 1953
- Finlandia, Iloinen leski 20 novembre 1953
- Giappone 13 febbraio 1955

## Accoglienza
La colonna sonora ha raggiunto per quattro settimane la prima posizione nella Billboard 200.

### Critica
Con questa versione spesso la critica non è stata benevola, reputandola carente nello spirito che caratterizza il lavoro di Lehár, definendo la trasposizione meno convincente.